# Discorso di Nicolae Ceauşescu del 21 agosto 1968

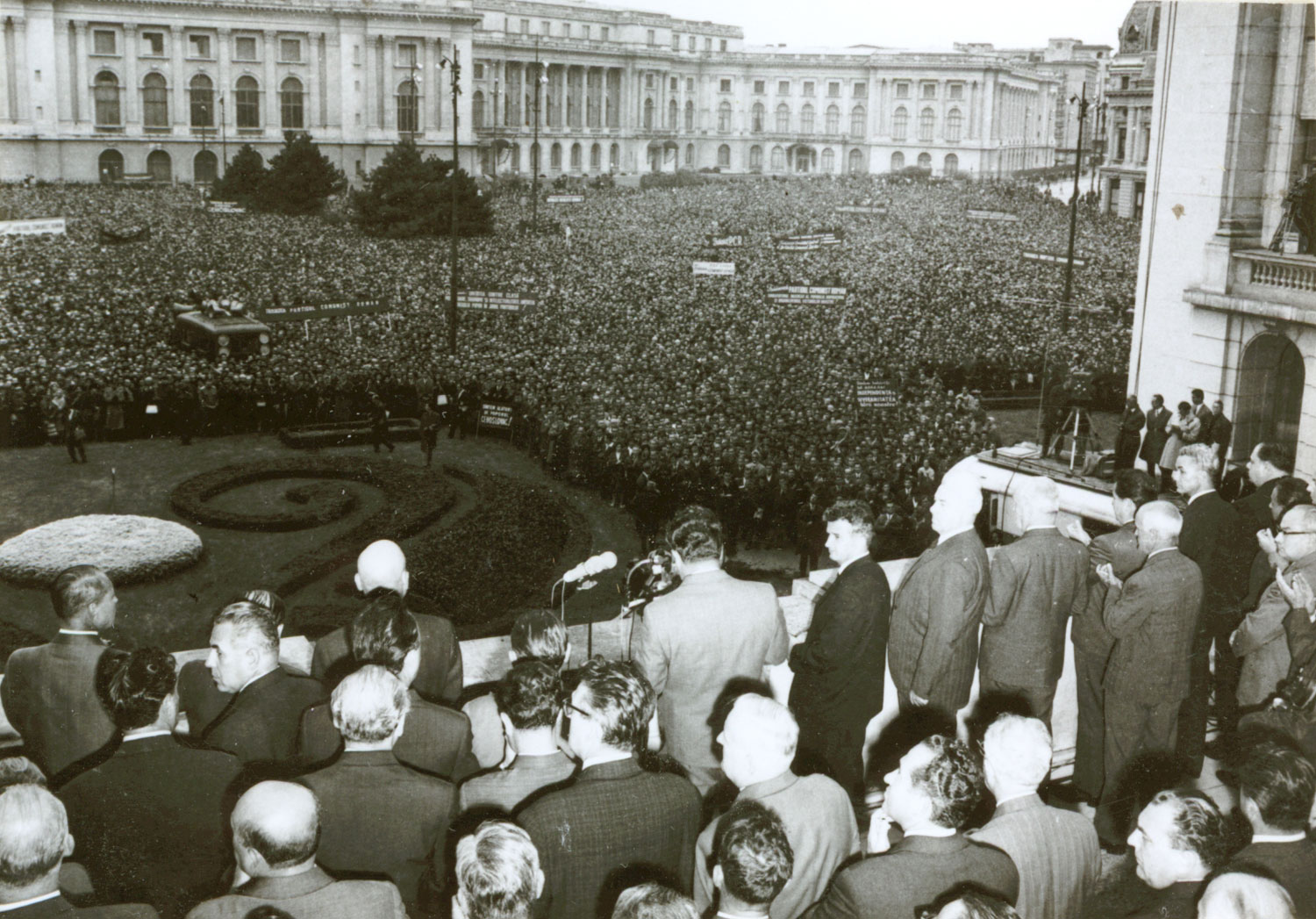
Piața Revoluției il 21 agosto 1968

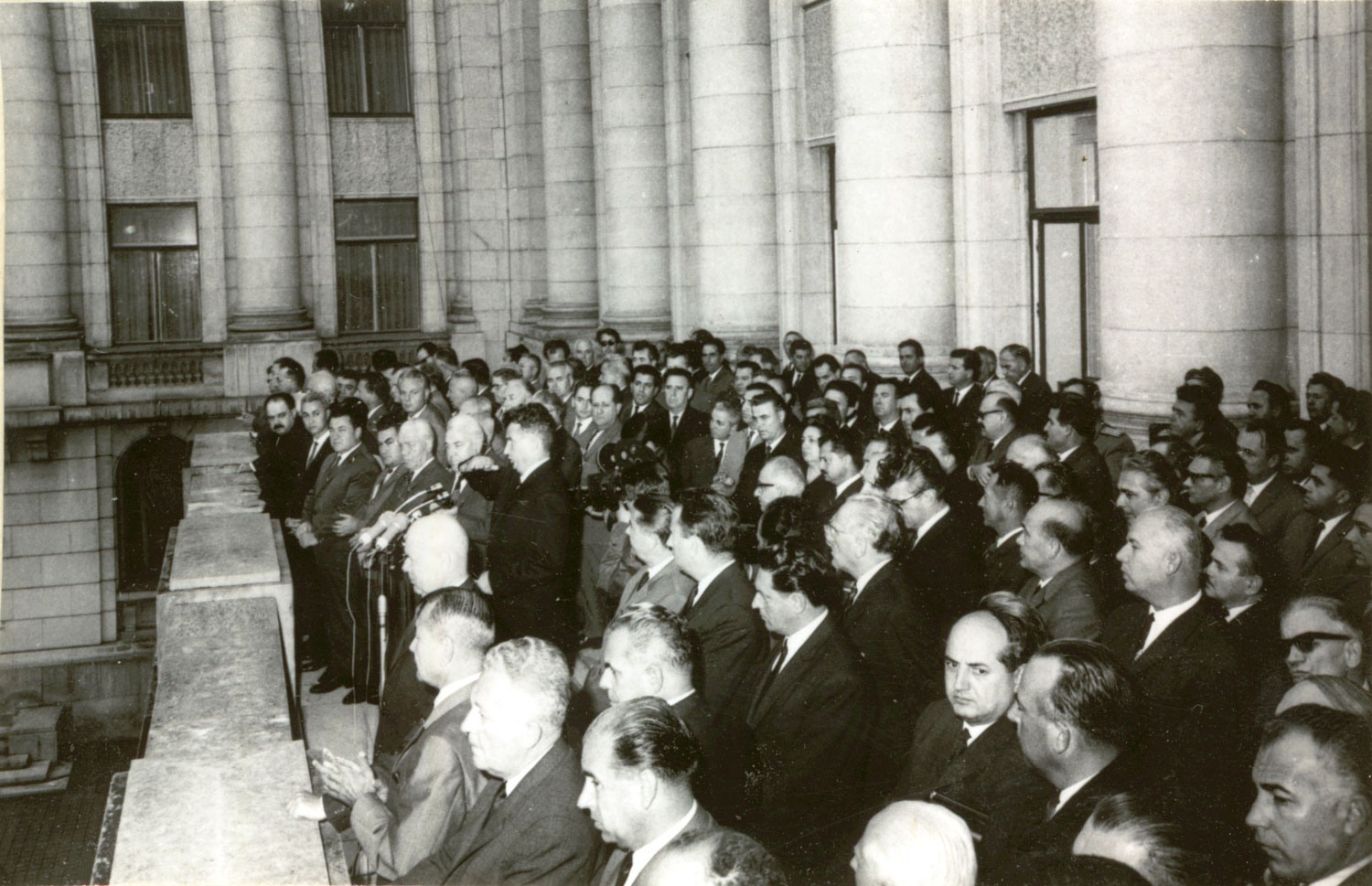
Ceauşescu gesticola mentre pronuncia il suo discorso

Il discorso di Nicolae Ceauşescu del 21 agosto 1968 fu un discorso pubblico tenuto da Nicolae Ceaușescu, Segretario generale del Partito Comunista Rumeno e presidente del Consiglio di Stato, in piazza del Palazzo a Bucarest. All'interno di quello che divenne il suo discorso più famoso Ceauşescu condannò fermamente l'invasione della Cecoslovacchia da parte del Patto di Varsavia. L'invasione in questione ebbe luogo nella notte fra il 20 e il 21 agosto 1968, quando quattro paesi del Patto di Varsavia (Unione Sovietica, Bulgaria, Ungheria e Polonia) varcarono il confine cecoslovacco. Quest'invasione aveva l’obiettivo di contenere e minimizzare l'ideologia riformista di Alexander Dubček, il Primo Segretario del Partito Comunista di Cecoslovacchia.
La coraggiosa denuncia dell'invasione tenuta dinanzi ad un pubblico di circa 100.000 persone fu definita come un "grave errore" ed "un grave pericolo per la pace in Europa e le prospettive del socialismo mondiale". Il discorso venne percepito, sia in Patria che all'estero, come un audace gesto di disobbedienza verso l'Unione Sovietica. Quell'atto faceva parte degli sforzi della classe dirigente comunista di Bucarest volti ad emancipare il proprio partito da Mosca.